# Малая Новинка (Ярославская область)
Малая Новинка — деревня в Брейтовском районе Ярославской области. Входит в состав Брейтовского сельского поселения.

## География
Находится в северо-западной части Ярославской области на расстоянии приблизительно 18 км на юг-юго-запад по прямой от административного центра района села Брейтово.

## История
В 1859 году здесь (деревня Мологского уезда Ярославской губернии) был учтен 1 двор, в 1898 — 35.

## Население
Численность населения: 6 человек (1859 год), 34 (русские 100 %) в 2002 году, 17 в 2010.